# هروب ماكر
هروب ماكر .... تروي لنا هذه السلسلة قصصًا مثيرة لبعض أعتى الهاربين من السجون في التاريخ الحديث، وأعمال التحري الذكية التي أدت إلى إعادة القبض على أولئك الهاربين. كل عملية هروب تُروى من منظور كلٍّ من المجرمين الخطرين الهاربين شديدي الذكاء وكذلك من جانب فريق تطبيق القانون المحترف والقوي الذي نجح في الإيقاع بهم.

## دليل الحلقات
- هروب ماكر

وضعت عصابة مؤلفة من سبعة من عتاة الإجرام خطة مدروسة للهروب من سجن تكساس. وظلوا مطلقي السراح لمدة 41 يومًا لتبدأ بذلك أكبر عملية للبحث عن مطلوبين في تاريخ الولايات المتحدة.
- 'هروب ماكر: مساجين بتسبيرغ الستة'
- هروب ماكر: الفار

في العام 2005، نقل (كواوينتي آدامز) البالغ من العمر 33 عامًا إلى سجن مشدد الحراسة في (آلتون، إلينوي). ويعتبر (آدامز) من المساجين الخطرين جدًا بسبب محاولات هروبه المتكررة، لكن هذه المنشأة الحديثة جدًا في (آلتون) ستكون أكثر من مناسبة لشبيه (هوديني) المعاصر هذا.زنزانته الوحيدة هي صندوق حديدي بسماكة ربع إنش وموضوعة في الطابق الأول. وهو خاضع لمراقبة مستمرة بالكاميرات ويقوم الحراس بجولات تفقدية كل 30 دقيقة. لكن ما لم تتوقعه هذه المنشأة في (آلتون) هو أن (آدامز) لا يملك ما يخسره. فرغم الحراسة المشددة، تمكن من تهريب مبرد معادن وفتح حفرة في سقف الزنزانة. هرب عبر فتحة التهوية حيث كانت تنتظره امرأة متعاونة معه. وتمكن مارشالات الولايات المتحدة من ملاحقته وإبداع (آدامز) خذله في نهاية المطاف.
- هروب ماكر: مطلوب أوهايو

قتل (جون بارسونز) شرطيًا خارج أوقات العمل بعد عملية سرقة ليصبح واحدًا من مجرمي (أوهايو) الأسوأ سمعة. بعد أن أدخل إلى سجن مقاطعة (روس) عرف (بارسونز) أنه سيواجه عقوبة الإعدام وبدأ في الحال التخطيط لعملية هروبه. تمكن من الفرار مستخدمًا الأوراق والصحف القديمة ليتسلق جدار السجن. أمضى رجال الشرطة 83 يومًا في ملاحقته في مقاطعة (روس) قبل أن يتمكنوا من القبض عليه وإعادته ليواجه المحاكمة.
- هروب ماكر: عبر السطح

هرب القاتل تيموثي فيل وأعز أصدقائه من السجن عن طريق نقب فتحة في السقف الخرساني، غير أن فيل سقط من ارتفاع نحو 40 قدمًا، ثم أحذ فيل - الذي كان قد أصيب بإصابة بالغة - وصديقه يهربان من العدالة.
- هروب ماكر: الهروب إلى فيغاس

جودي تومسون، البالغ من العمر 24 عامًا والمعروف باسم «سارق صبي السرطان» بسبب طرقه غير المألوفة في سرقة بارات لاس فيغاس، هرب من حكم بالسجن 10-50 عامًا وعاد مرة أخرى إلى ممارسة طرقه القديمة أثناء هروبه.
- هروب ماكر: رفاق تكساس السبعة

وضعت عصابة مؤلفة من سبعة من عتاة الإجرام خطة مدروسة للهروب من سجن تكساس. وظلوا مطلقي السراح لمدة 41 يومًا لتبدأ بذلك أكبر عملية للبحث عن مطلوبين في تاريخ الولايات المتحدة.
- هروب ماكر: غراميات السجن

عندما هرب زعيم العصابة (جورج هايات) من وصاية السجن خارج محكمة في (تينيسي)، كان لديه شريك في الجريمة بعيد الاحتمال، زوجته (جينيفر)، ممرضة في السجن. خلال أكثر من عام متقد، وقع كلاهما في الحب وأقاما علاقة مخالفة لقوانين السجن. كانت خطتهما في الهرب بسيطة، لكن مع احتمال أن تكون مميتة. كانا سوف ينتظران إلى أن يذهب (جورج) إلى المحكمة، وسوف تطالب (جينيفر) مهددة باستخدام السلاح أن يحرر ضباط السجن زوجها. لم يكن من المفترض أن يتعرض أحد للأذى. لكن خلال إطلاق النار الذي نتج، يبقى سؤال واحد، هل استغل (جورج) (جينيفر) للقيام بمحاولة هروبه الخامسة؟ أم هل أعماه الحب ورغبة بلم شمله مع زوجته؟
- هروب ماكر: الهارب

بعد أن كاد يموت أثناء حالة من الشغب في السجن، قرر السارق المسلح دنيس هوب الهروب. ولكنه لن يتمكن من نيل حريته ما لم يستطع الجري بسرعة بحيث ينجح في قطع نطاق البحث البالغ خمسة أميال قبل أن يتم العثور عليه.

## روابط خارجية
- هروب ماكر على موقع IMDb (الإنجليزية)
- هروب ماكر على موقع روتن توميتوز (الإنجليزية)
- هروب ماكر على موقع قاعدة بيانات الفيلم (الإنجليزية)